# Hrvace
Hrvace je vesnice a opčina chorvatské Splitsko-dalmatské župy. Žije zde 4 116 stálých obyvatel (údaj z roku 2001), 97 % z nich jsou Chorvaté.

## Sídla
Pod opčinu kromě vlastní vesnice spadají sídla Dabar, Donji Bitelić, Gornji Bitelić, Laktac, Maljkovo, Potravlje, Rumin, Satrić, Vučipolje a Zasiok.